# Verruca plantare

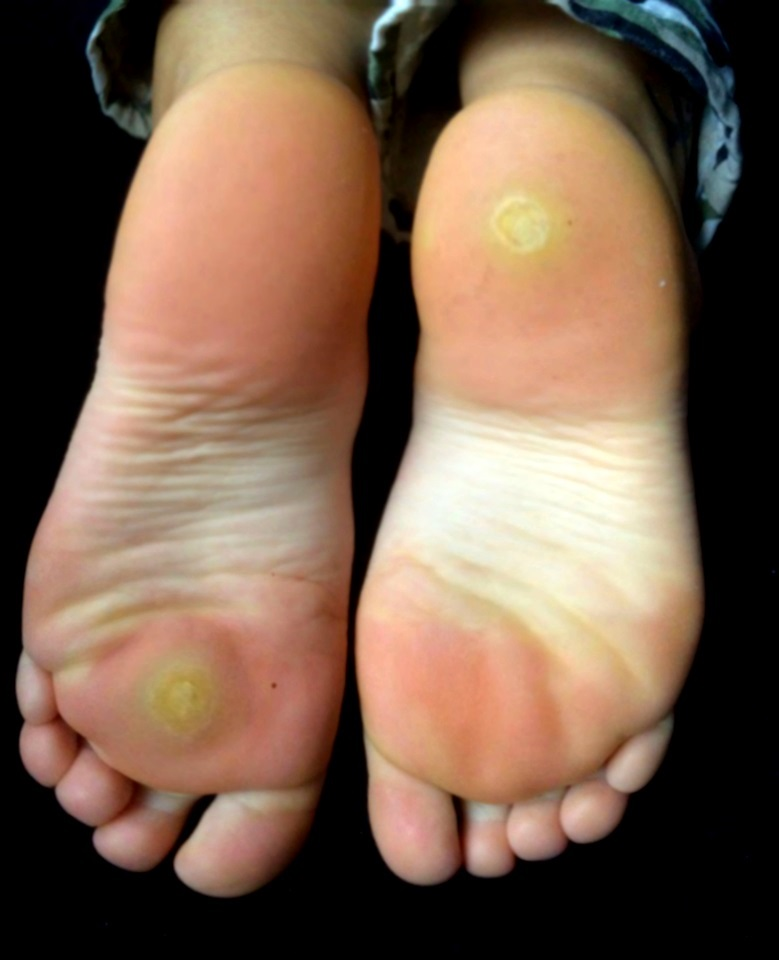
Verruche plantari profonde, molto dolorose

La verruca plantare è una forma di verruca caratterizzata dalla presenza di vari corpi da inclusione all'interno del citoplasma. Per loro definizione tali anomalie dermatologiche nascono nella pianta del piede della persona.

## Tipologia
Sono state individuate due forme di verruche plantari, quelle semplici e quelle a mosaico.
- Verruca plantare semplice, con aspetto di lesioni tondeggianti, sono le più dolorose

- Verruca plantare a mosaico, il loro nome lo si deve al loro aspetto, diverse verruche si uniscono fino a formare piccole placche. Si possono espandere rapidamente nel corpo.

## Sintomatologia
I segni clinici sono formazione di calli, dolore al momento della pressione. 

## Eziologia
La causa è dovuta ad un'infezione virale, precisamente ai Papillomavirus, al primo e al secondo tipo di tale virus. 

## Terapie
la terapia chirurgica consiste nell'escissione totale della verruca.
Il trattamento podologico consiste nella cauterizzazione della verruca (progressiva e solitamente svolta in più sedute) attraverso l'utilizzo di sostanze come ad esempio: azoto liquido, acido acetilsalicilico, acido nitrico.